# Рубен Уэллс (локомотив)
Рубен Уэллс (англ. Reuben Wells) — паровоз из постоянной коллекции Детского музея Индианаполиса. Начиная с 1868 года, он 30 лет работал в Мэдисоне, толкая вагоны на самых крутых «стандартных колеях путевого класса» (5,89 %) в США. При весе в 50 тонн он был самым мощным паровозом своего времени. Рубен Уэллс 11 метров в длину, и он носит имя своего разработчика.
После 1898 года паровоз ещё 7 лет находился в резерве, пока не был окончательно передан в Университет Пердью в 1905 году. В последующие годы он выставлялся на нескольких выставках, включая Всемирную выставку в Чикаго в 1933-34 годах и Чикагскую железнодорожную выставку в 1948-49 годах. После этого он оставался в Пенсильвании, а в 1968 году вернулся в Индиану, где был передан в постоянную коллекцию Детского музея Индианаполиса.

## Приобретение
Том Биллингс, глава Попечительского совета музея, услышал о том, где находится паровоз, в 1966 году, и во время своего отпуска решил взглянуть на него. После того, как он увидел Рубена Уэллса, он решил, что тот должен вернуться в Индиану. Биллингс связался с Отто Френзелем, членом Совета директоров Пенсильванской железной дороги, который подтвердил, что компания ищет музеи, которые забрали бы к себе паровозы, однако Рубен Уэллс на тот момент был обещан музею в Сент-Луисе. Было отмечено, что в Сент-Луисе уже есть некоторые детали, но исторической связи с этим паровозом у них нет, так что в мае 1967 года Аллен Гринох, президент Пенсильванской железной дороге, объявил о возвращении паровоза в Индиану. Торжественное возвращение произошло 11 июня 1968 года; у поезда был парад-эскорт, включавший оркестр бойскаутов Центральной Индианы и группу мотоциклистов. Парад прошёл по 38й улице и по югу Меридиан-Стрит перед тем, как зайти в Детский музей. Установка произошла в следующем году; в 1976 паровоз переехал в новое здание, где его можно увидеть на нижнем уровне.